# باي باي عرب (مسرحية)
باي باي عرب هي مسرحية كوميدية كويتية من بطولة الفنان عبد الحسين عبد الرضا والفنانة حياة الفهد
اشترك في التمثيل أيضا داوود حسين تتحدث المسرحية عن الواقع العربي والتفرقة بين الشعوب العربية سياسيا وعن أحلام المواطن العربي البسيط الذي يحلم بالوحدة العربية وذلك بأطار كوميدي ساخر
حيث يقوم عرب وهو مواطن عربي ذو أحلام بسيطة وذلك بالتعاون مع مرجان الجان الذي يسعى لتلبية مطالب هذا المواطن لرد الجميل بالذهاب في رحلة للم شمل العرب وتوحيد الشعوب العربية لتصطدم بالواقع المرير والمفارقات التي تبين مدى صعوبة تحقيق هذا الحلم حتى بواسطة الجن.

## بطولة
- عبد الحسين عبد الرضا بدور "عرب"
- حياة الفهد بدور "أم كلثوم"
- داود حسين بدور "مرجان الجان"
- صالح أمبيريك